# Instituto Oncológico Nacional
El Instituto Oncológico Nacional es un instituto y hospital, dedicado a la investigación y cura del cáncer en Ciudad de Panamá. Este instituto ocupa las antiguas instalaciones del Hospital Gorgas en la antigua Zona del Canal de Panamá.

## Historia
En 1936, el presidente Juan Demóstenes Arosemena (un médico) concibió la idea de crear el Instituto Nacional de Radiología, una institución dedicada al tratamiento del cáncer. Los tratamientos se daban en el Hospital Santo Tomás y en el antiguo “Hospital Panamá”.
El 18 de septiembre de 1940, durante la administración del presidente Augusto Boyd, fueron inauguradas las instalaciones del Instituto Nacional de Radiología. El Instituto era parte del Hospital Santo Tomás y lo conformaban 4 médicos, 3 enfermeras y 40 camas. Se ofrecían tratamientos de radioterapia, implantación de agujas de radio, inyecciones de mostaza hidrogenadas y cirugía.
El instituto tenía un manejo pasivo del cáncer, porque el tratamiento del cáncer dado en aquel tiempo era para aliviar el dolor en los pacientes.
En 1965, inició un papel más activo en la batalla contra el cáncer cuando los últimos avances de aquellos tiempos se aplicaron en la detección y tratamiento de esta enfermedad.
Más tarde durante ese año, el Instituto Nacional de Radiología fue llamado Centro Cancerológico “Juan Demóstenes Arosemena”, como un reconocimiento al trabajo de este médico y creador de la institución. Una bomba Cobalto-60 fue adquirida.
En 1980, la institución inició relaciones con el gobierno de Japón, quienes mostraron interés en el tratamiento del cáncer en Panamá y por lo que se recibió una donación de equipo médico y quirúrgico que incluía ultrasonidos, rayos X y otros.
En 1984, mediante la ley 11, se crea el Instituto Oncológico Nacional “Juan Demóstenes Arosemena”.
El 3 de junio de 1999, el gobierno panameño durante la administración del Presidente Ernesto Pérez Balladares, le otorga los edificios 242 y 254 del antiguo Hospital Gorgas al Instituto y el 23 de julio el Instituto se muda a estas nuevas instalaciones desde el edificio en la Avenida Justo Arosemena.
El Hospital ha seguido creciendo y adquiriendo nuevos equipos como un acelerador lineal, un nuevo tomógrafo axial computarizado TAC y la apertura de su Unidad de Cuidados Intensivos UCI.

## Accidente
Como en la mayoría de los departamentos de radioterapia, la del Instituto Oncológico Nacional utiliza un Sistema de Planeamiento de Tratamiento (SPT) para calcular la distribución de dosis resultantes y determinar el tiempo del tratamiento. Los datos para cada bloque escudo deben ser introducidos al SPT separadamente. El SPT permite un máximo de cuatro bloques escudo por campo para ser tomados en cuenta cuando se calculan los tiempos de tratamiento y distribución de dosis. Los Bloques escudos son usados para proteger los tejidos sanos de pacientes que son sometidos a radioterapia en el Instituto, como una práctica normal.
Para satisfacer la petición de un oncólogo de radiación de incluir cinco bloques en el campo, en agosto del 2000 el método de digitalización de bloques escudos fue cambiada. Se encontró que era posible introducir los datos al SPT para múltiples bloques escudos juntos como si fueran un solo bloque, así superando aparentemente las limitaciones de cuatro bloques por campo.
Como fue descubierto más tarde, aunque el SPT aceptó la introducción de los datos para múltiples bloques escudos como si fuera un bloque sencillo, al menos en una de los métodos en que fueron introducidos los datos a la computadora dio un resultado que indicó un tiempo de tratamiento sustancialmente más largo del que debiera. El resultado fue que los pacientes recibieron una dosis proporcionalmente más alta que la prescrita. El protocolo del tratamiento modificado fue utilizado por 28 pacientes que fueron tratados entre agosto del 2000 y marzo de 2001 por cáncer de próstata y cáncer cérvico.
El protocolo modificado fue utilizado sin una prueba de verificación, por ejemplo un cálculo manual del tiempo de tratamiento en comparación con el tiempo de tratamiento calculado por la computadora, o la simulación de tratamiento por irradiación de agua fantasma y midiendo la dosis alcanzada. Al ser los tiempos de tratamiento el doble de los requeridos para un tratamiento correcto, el error no fue notado. Algunos síntomas tempranos por exposición excesiva fueron notados en algunos de los pacientes irradiados. Sin embargo, no se dieron cuenta de la seriedad con la consecuencia de que la exposición accidental pasó desapercibida por varios meses. La continua aparición de estos síntomas, sin embargo, llevaron eventualmente a que la exposición accidental fuera detectada. Esto fue en marzo de 2001.
En mayo del 2001, el gobierno de Panamá solicitó ayuda bajo los términos de la Convención sobre asistencia en el caso de un accidente nuclear o emergencia radiológica. Como respuesta, la Agencia Internacional de Energía Atómica envió un equipo compuesto de cinco médicos y dos físicos a Panamá para realizar una evaluación médica y dosimétrica de la exposición accidental y una evaluación médica del pronóstico de los pacientes afectados y su tratamiento. El equipo fue complementado con un físico de la Organización Panamericana de la Salud (OPS), también a solicitud del gobierno de Panamá.
Las exposiciones accidentales en el Instituto Oncológico Nacional en Panamá fueron muy serias. Muchos pacientes sufrieron de efectos de radiación severa debido a una dosis excesiva. Tanto la morbilidad como la mortalidad han incrementado significativamente. Esta series de exposiciones accidentales son únicas. En terapias de radiación previas, exposiciones accidentales que resultaban en mortalidad implicaban dosis excesivas de 30-50% más de lo prescrito. No hay informes previos de exposiciones accidentales donde la dosis utilizada sea de 50-100% por encima de la dosis de radioterapia prescrita en todos los pacientes afectados tratados en la región pélvica.
El informe de la Agencia Internacional de Energía Atómica fue consistente con el informe realizado por investigadores locales. Se encontró que el equipo de radioterapia estaba bien calibrado y trabajaba correctamente. El error estaba en la entrada de los datos, utilizando un protocolo no validado para introducir más bloques escudos, lo que resultó en el incremento de la dosis en el tratamiento. La mayoría de los pacientes expuestos han muerto, algunos debido a la radiación, otros por el estado avanzado del cáncer. El gobierno de Panamá acordó compartir urgentemente las conclusiones del informe para ayudar a prevenir accidentes similares. Los físicos del Instituto Oncológico Nacional involucrados fueron llevados a juicio por los familiares de los pacientes.